# Jeu de cartes (Stravinsky)
Jeu de cartes, ballet en trois donnes est un ballet néo-classique d'Igor Stravinsky, composé en 1936-1937, sur un livret du compositeur et une chorégraphie de George Balanchine. 
La commande du ballet date de novembre 1935 mais l'idée du jeu de carte ne s'impose à Stravinsky qu'à partir d'août 1936. L'œuvre a été écrite durant la période néoclassique du musicien, ayant débuté avec son Pulcinella, écrit en 1920, et s'achevant dans les années 1940 avec sa symphonie en ut et, plus tard, avec son opéra The Rake's Progress.
Le ballet montre comment les cartes les plus élevées, c'est-à-dire les personnes les plus importantes, peuvent parfois être défaites par de petites cartes.
La partition comporte en exergue la morale de la fable Les Loups et les Brebis de Jean de La Fontaine.

## Structure
Le ballet est composé de trois donnes, chacune débutant par le même motif du brassage et de la distribution des cartes. L'œuvre dure environ une vingtaine de minutes.
1. Première donne : Alla breve - Moderato assai - Tranquillo
2. Deuxième donne : Alla breve - Marcia - Variazioni 1 - 5 - Coda - Marcia
3. Troisième donne : Alla breve - Valse - Presto - Tempo del principio

En 1945, Janine Charrat en donna une version pour les Ballets des Champs-Élysées, avec notamment Jean Babilée et Roland Petit.